# Municipio de Prairie Center (condado de Clay)
El municipio de Prairie Center (en inglés: Prairie Center Township) es un municipio ubicado en el condado de Clay en el estado estadounidense de Dakota del Sur. En el año 2010 tenía una población de 190 habitantes y una densidad poblacional de 2,03 personas por km².

## Geografía
El municipio de Prairie Center se encuentra ubicado en las coordenadas 42°52′20″N 96°52′22″O / 42.87222, -96.87278. Según la Oficina del Censo de los Estados Unidos, el municipio tiene una superficie total de 93.77 km², de la cual 93,6 km² corresponden a tierra firme y (0,18 %) 0,17 km² es agua.

## Demografía
Según el censo de 2010, había 190 personas residiendo en el municipio de Prairie Center. La densidad de población era de 2,03 hab./km². De los 190 habitantes, el municipio de Prairie Center estaba compuesto por el 99,47 % blancos, el 0,53 % eran asiáticos. Del total de la población el 0,53 % eran hispanos o latinos de cualquier raza.